# Serial Butcher
Serial Butcher est un groupe belge de death metal, originaire de Gand, dans la Région flamande.

## Histoire
Le groupe est formé en 1995 par le guitariste Hendrik et le batteur Nico. Une première démo suit et est publiée en 1997. À cette époque, le groupe donne environ deux à trois concerts par mois. Le groupe joue en première partie de groupes comme Loudblast, Natron, Suffocation et Aborted. Ils enregistrent ensuite la démo Exhumed Rotting en 1998, la même année, dans les studios Midas à Lokeren. Après l'enregistrement, le bassiste Bob quitte le groupe. Le bassiste Peter le remplace, tandis que Tim rejoint le groupe en tant que nouveau chanteur. Le groupe sépare cependant en 2000. 
Nico, Hendrik et le chanteur Steven décident de reformer le groupe peu de temps après. En 2001, ils sortent la démo Butchers Forever. En janvier 2003, le groupe signe un contrat avec le label américain Deepsend Records pour la sortie de l'EP Genocide Landscape. L'enregistrement a lieu sous la direction de Kris Belaen (Aborted, In-Quest). Plusieurs changements de line-up suivent : Koen Van Goethem rejoint le groupe en tant que nouveau bassiste, tandis que Kurt « Monie » Termonia rejoint le groupe en tant que chanteur. En avril 2004, Gijs Cielen rejoint le groupe en tant que guitariste. Fin 2008, le groupe enregistre l'album A Crash Course in Cranium Crushing. L'album est enregistré en deux semaines au studio suédois Berno, avec Henrik Larsson (The Haunted, Amon Amarth, Vomitory) comme producteur. Une démo de trois chansons est publiée au préalable. Le groupe obtient ensuite un contrat pour la publication de deux albums chez Unique Leader Records. A Crash Course in Cranium Crushing sort chez ce dernier en 2010,.
En 2015, ils révèlent la couverture de leur nouvel album, Brute Force Lobotomy. En août 2015, ils publient le morceau Sadistic Spare Parts Surgery.

## Discographie
- 1997 : Demo Tape (démo)
- 1998 : Exhumed Rotting (démo)
- 2001 : Butchers Forever (démo)
- 2004 : Genocide Landscape (EP, Deepsend Records)
- 2007 : Serial Butcher Anthology 97/98 (compilation, Deathwake Records)
- 2010 : A Crash Course in Cranium Crushing (album, Unique Leader Records)
- 2015 : Brute Force Lobotomy (album)